# Berg- und Maschinenmann
Der Berg- und Maschinenmann ist ein staatlich anerkannter Ausbildungsberuf nach Berufsbildungsgesetz.

## Ausbildungsdauer und Struktur
Die Ausbildungszeit zum Berg- und Maschinenmann beträgt in der Regel zwei Jahre. Die Ausbildung erfolgt an den Lernorten Betrieb und Berufsschule. Der Beruf verfügt über die beiden Fachrichtungen Vortrieb und Gewinnung sowie Transport und Instandhaltung und trat zum 1. August 1979 in Kraft, gleichzeitig trat die gleich lautende Erprobungsverordnung aus den Jahren 1977 bis 1979 außer Kraft.
Die Ausbildungsvergütung liegt im ersten Lehrjahr bei etwa 852-1.080 Euro und im zweiten Jahr bei 919-1.300 Euro monatlich, wobei regionale Unterschiede bestehen. Rechtlich ist keine bestimmte Schulbildung vorgeschrieben, jedoch stellen Betriebe überwiegend Auszubildende mit Hauptschulabschluss ein. Zusätzlich wird vor Ausbildungsbeginn der Nachweis der gesundheitlichen Eignung durch ein ärztliches Attest gefordert.

## Arbeitsgebiete
Berg- und Maschinenmänner arbeiten in Bergwerken, aber auch im  Maschinen- und Anlagenbau, in Untertagedeponien und vermehrt in der Sicherung und Sanierung von Altbergbaugebieten sowie im Nachbergbau der stillgelegten Steinkohlenbergwerke. Sie kümmern sich um den Vortrieb von  Stollen und  Schächten und sorgen dafür, dass die Transport- und Fördereinrichtungen einwandfrei funktionieren. In der Altbergbausanierung werden Tagebrüche sowie verbrochene Stollen und Strecken aufgewältigt (ausgeräumt), erkundet und dauerhaft gesichert, bzw. verwahrt. Weitere Einsatzmöglichkeiten finden sich in der Ertüchtigung, Erweiterung und Unterhaltung von Besucherbergwerken sowie im Tunnelbau.
Moderne Einsatzgebiete umfassen nicht nur den traditionellen Bergbau, sondern zunehmend auch die Altbergbausanierung, Untertagedeponien, die Rekultivierung von Tagebaugebieten und den Nachbergbau stillgelegter Steinkohlenbergwerke.

## Zwischen- und Abschlussprüfung
In diesem Beruf findet eine konventionelle Zwischen- und Abschlussprüfung statt.

### Zwischenprüfung
In der Zwischenprüfung weist der Auszubildende in einer praktischen Prüfung in maximal sechs Stunden seine Grundfertigkeiten in der Metallbe- und -verarbeitung nach. Zusätzlich bearbeitet er in maximal 90 Minuten schriftliche Aufgaben aus den Bereichen Technologie und  Technische Mathematik. 

### Abschlussprüfung
Die Abschlussprüfung findet in fünf Prüfungsbereichen statt:
- Arbeitsproben,
- Technologie,
- Technische Mathematik,
- Technisches Zeichnen und
- Wirtschafts- und Sozialkunde.

#### Prüfungsbereich Arbeitsproben
Der Auszubildende führt in insgesamt acht Stunden vier Arbeitsproben durch, die sich je nach Fachrichtung unterscheiden. 
In der Fachrichtung Vortrieb und Gewinnung ist dies in der Regel:
1. Bohren nach Angabe in Mineral und  Nebengestein
2. Einbringen von Ausbau im Abbau und in der  Strecke, Ausführen von Arbeiten
3. Ausführen von Arbeiten an Fördermitteln
4. Ausführen von Arbeiten in der Streckenunterhaltung.

In der Fachrichtung Transport und Instandhaltung ist dies in der Regel:
1. Transportieren von Lasten
2. Ausführen von Arbeiten an Transporteinrichtungen, Fördereinrichtungen, Rohr- und Schlauchleitungen.

#### Prüfungsbereich Technologie
Der Auszubildende bearbeitet in 60 Minuten schriftlich Prüfungsaufgaben. 
In der Fachrichtung Vortrieb und Gewinnung werden folgende Themen behandelt:
1. Grundkenntnisse des Grubengebäudes,
2. Abbau und Streckenvortrieb,
3. Ausbau,
4. Sicherheitsbestimmungen.

In der Fachrichtung Transport und Instandhaltung:
1. Grundkenntnisse des Grubengebäudes und der  Wetterführung,
2. Transport,
3. Montage und Instandhaltung,
4. Sicherheitsbestimmungen.

#### Prüfungsbereich Technische Mathematik
Der Auszubildende bearbeitet in 60 Minuten schriftlich Prüfungsaufgaben. 
In der Fachrichtung Vortrieb und Gewinnung werden folgende Themen behandelt:
1. Berechnen von  Querschnitten,
2. Berechnen von Volumen und Gewichten,
3. Berechnen von Geschwindigkeiten und Übersetzungsverhältnissen,
4. Berechnen des Lohnes.

In der Fachrichtung Transport und Instandhaltung:
1. Berechnen von Querschnitten,
2. Berechnen von  Drücken und  Kräften,
3. Berechnen von Geschwindigkeiten,
4. Berechnen des Lohnes.

#### Prüfungsbereich Technisches Zeichnen
Der Auszubildende bearbeitet in 30 Minuten schriftlich Prüfungsaufgaben. 
In der Fachrichtung Vortrieb und Gewinnung werden folgende Themen behandelt:
1. Zuordnen von Ansichten ebenflächig begrenzter Körper,
2. Lesen von markscheiderischen Darstellungen,
3. Lesen von Ausbautafeln,
4. Lesen von Sprengbildern.

In der Fachrichtung Transport und Instandhaltung:
1. Zuordnen von Ansichten ebenflächig begrenzter Körper,
2. Lesen von markscheiderischen Darstellungen,
3. Lesen von Sinnbildern für Armaturen,
4. Lesen von Montagezeichnungen und Bedienungsplänen.

#### Prüfungsbereich Wirtschafts- und Sozialkunde
In diesem Prüfungsbereich zeigt der Auszubildende, dass er praxisbezogene Aufgaben oder Fälle aus der Berufs- und Arbeitswelt bearbeiten kann und dabei wirtschaftliche
und gesellschaftliche Zusammenhänge der Berufs- und Arbeitswelt darstellen und beurteilen
kann. Die Prüfung ist ebenfalls schriftlich und dauert maximal 30 Minuten.

#### Mündliche Ergänzungsprüfung
Die schriftliche Prüfung kann durch eine mündliche Prüfung ergänzt werden, wenn diese für die Feststellung eines für den Prüfungsteilnehmer günstigeren Ergebnisses von wesentlicher Bedeutung ist. Eine Ergänzungsprüfung kann auch stattfinden, wenn die in der Berufsschule oder im Ausbildungsbetrieb gezeigten Leistungen in erheblichem Widerspruch zum bisherigen Prüfungsergebnis stehen.

#### Gewichtung
Die Prüfungsbereiche werden wie folgt gewichtet: 

| Arbeitsproben                | 50 Prozent |
| Technologie                  | 20 Prozent |
| Technische Mathematik        | 10 Prozent |
| Technisches Zeichnen         | 10 Prozent |
| Wirtschafts- und Sozialkunde | 10 Prozent |

#### Bestehensregelung
Die Prüfung ist bestanden, wenn jeweils in der Fertigkeits- und der Kenntnisprüfung mindestens ausreichende Leistungen erbracht sind.  Bei der Ermittlung des Gesamtergebnisses hat die Fertigkeitsprüfung gegenüber der Kenntnisprüfung und innerhalb der Kenntnisprüfung das Prüfungsfach Technologie gegenüber den übrigen Prüfungsfächern das doppelte Gewicht.

## Beschäftigung von Frauen
Bislang durften Frauen im Bergbau unter Tage im Regelfall nicht beschäftigt werden. Ausnahmen gab es z. B. falls eine berufspraktische Ausbildung abzuleisten war. Mit dem dritten Mittelstandsentlastungsgesetz vom 17. März 2009 wurde in Artikel 16a das Bundesberggesetz geändert. Durch den Wegfall von § 64a Bundesberggesetz können nun auch Frauen diese Ausbildung erlernen und anschließend im Bergbau unter Tage beschäftigt werden.

## Ausblick
Die Ausbildungsinhalte stammen aus dem Jahr 1979. Im Zuge der Neuordnung des Bergbautechnologen gab es Überlegungen, den Berg- und Maschinenmann ebenfalls neu zu strukturieren. Davon wurde jedoch abgesehen, da zurzeit unklar ist, wie sich die Nachfrage nach dem Beruf entwickelt. Weiterhin sollte der Bergbautechnologe einen anderen Zuschnitt seines Berufsprofils erhalten, so dass die Gemeinsamkeiten der beiden Berufe als gering angesehen wurden.
Die Anzahl der eingetragenen Ausbildungsverhältnisse war in der Vergangenheit stark rückläufig. Gab es 1991 noch 390 Verträge, so sank die Zahl im Jahr 1999 auf 6 Verträge. Zurzeit steigen die Verträge wieder an. Im Jahr 2008 sind 21 Ausbildungsverträge registriert. Schwerpunkte der Ausbildung liegen in Sachsen und Thüringen.
Die Entwicklung zeigt, dass der Beruf zwar formal weiterhin existiert und vereinzelt noch Ausbildungsplätze angeboten werden, jedoch einem starken Wandel unterworfen ist. Die rückläufigen Beschäftigtenzahlen und die hohe Automatisierbarkeit der Tätigkeiten deuten darauf hin, dass der Beruf in seiner traditionellen Form mittelfristig weiter an Bedeutung verlieren könnte. Gleichzeitig entstehen durch den Nachbergbau und die Notwendigkeit der Altlastensanierung neue, wenn auch spezialisierte Einsatzgebiete.

## Historie und Trivia
Das Berufsbild wurde geschaffen, um Jugendlichen ohne Hauptschulabschluss eine berufliche Qualifikation jenseits des Bergmechanikers zu ermöglichen. Bis dahin wurden diese Jugendlichen als Jungbergleute, ungelernte Hilfsarbeiter, beschäftigt. Sie wurden im Ruhrbergbau als „Keulen“ bezeichnet, der Ausdruck „Bumser“ für den Berg- und Maschinenmann kann selten als abwertend und eher neckend angesehen werden.